# Declaración de guerra de Alemania contra los Estados Unidos

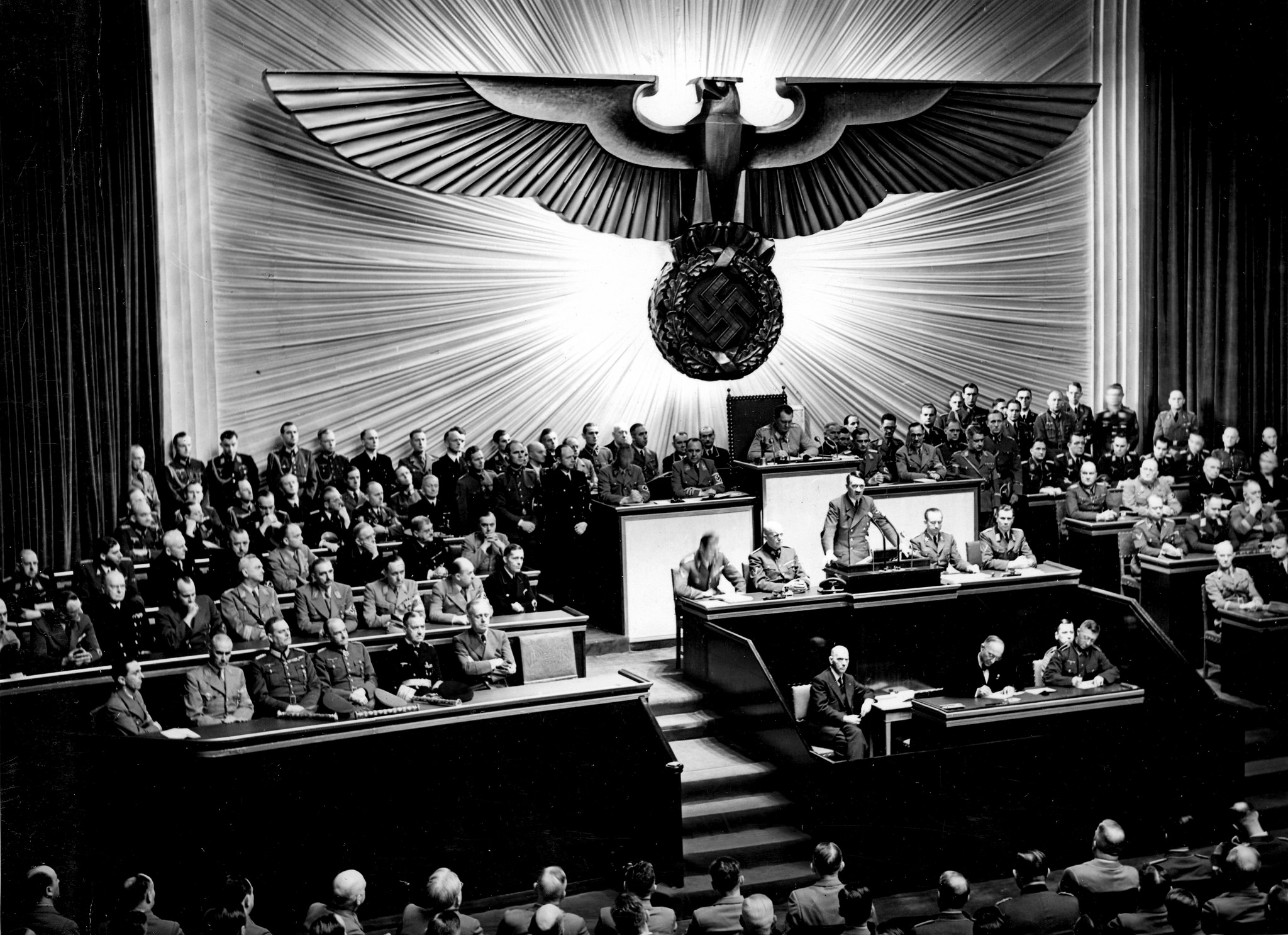
Hitler anuncia la declaración de guerra contra los Estados Unidos en el Reichstag el 11 de diciembre de 1941.

El 11 de diciembre de 1941, cuatro días después del ataque japonés a Pearl Harbor y la Declaración de guerra de los Estados Unidos contra Japón, la Alemania nazi le declaró la guerra a los Estados Unidos, en respuesta a lo que se afirmó que era una serie de provocaciones y pretextos por el gobierno estadounidense para entrometerse en la guerra, cuando los Estados Unidos todavía eran oficialmente neutrales durante la Segunda Guerra Mundial. La decisión de declarar la guerra fue tomada por Adolf Hitler, aparentemente de improviso, casi sin consultar. Más tarde ese día, Estados Unidos declaró la guerra a Alemania.

## Antecedentes
El curso de las relaciones entre Alemania y los Estados Unidos se había deteriorado desde el comienzo de la Segunda Guerra Mundial, inevitablemente debido a la creciente cooperación entre los Estados Unidos y el Reino Unido. El Acuerdo de Destructores de Bases, el Préstamo y Arrendamiento, la Carta del Atlántico, la transferencia del control militar de Islandia desde el Reino Unido a los Estados Unidos, la extensión de la Zona de Seguridad Panamericana y muchos otros resultados de la relación especial que se había desarrollado entre los dos países había tensado las relaciones entre los EE. UU., teóricamente todavía un país neutral, y el Tercer Reich. Los destructores estadounidenses que escoltaban a los buques de suministro estadounidenses con destino al Reino Unido ya estaban involucrados en una guerra de facto con los submarinos alemanes. El deseo de Roosevelt de ayudar al Reino Unido, a pesar de las objeciones del influyente lobby aislacionista de EE. UU., y los impedimentos legales impuestos por el Congreso que impidieron la participación directa en la guerra, llevaron a EE. UU. a luchar contra los límites tradicionales de la neutralidad. 
El 7 de diciembre de 1941, el Imperio de Japón lanzó un ataque contra la base naval y militar de Estados Unidos en Pearl Harbor en Hawái, comenzando una guerra entre Japón y los Estados Unidos. Japón no había informado a su aliado, Alemania, antes del ataque, aunque el embajador japonés había informado al Ministro de Relaciones Exteriores alemán, Joachim von Ribbentrop, a principios de diciembre que las relaciones entre los EE. UU. y el Imperio japonés estaban en un punto de ruptura, y esa guerra era inminente. Se le ordenó pedirle a Alemania que se comprometiera a declarar la guerra bajo los términos del Pacto Tripartito en caso de que eso ocurriera. Hitler y Ribbentrop habían estado instando a Japón a atacar y tomar Singapur de los británicos, con la teoría de que hacerlo no solo dañaría al Reino Unido, sino que también serviría para ayudar a mantener a los Estados Unidos fuera de la guerra.

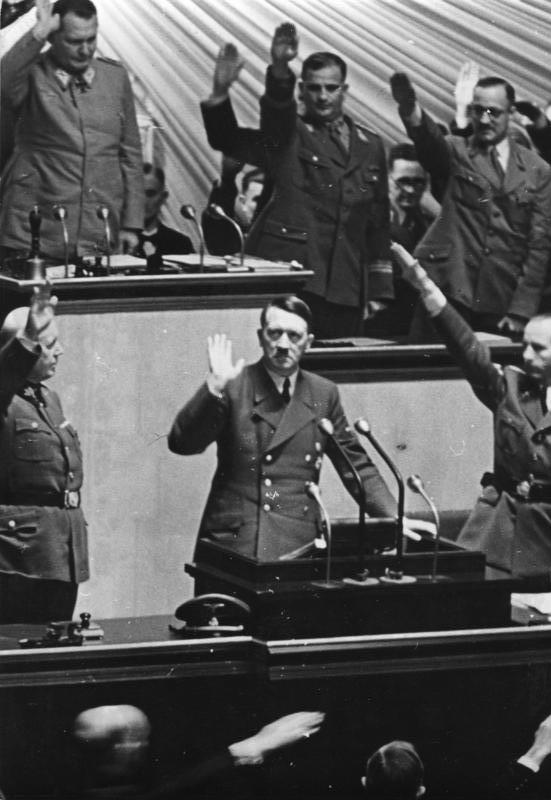
Primer plano de Hitler cuando le declara la guerra a los Estados Unidos, 11 de diciembre de 1941.

## Motivaciones alemanas
Según los términos de sus acuerdos dentro del Eje Roma-Berlín-Tokio, Alemania se obligaba a participar militarmente en ayuda de Japón en el caso de que un tercer país atacase a Japón, pero no había tal compromiso si era Japón quien atacaba a un tercer país. Ribbentrop le recordó esto a Hitler, y señaló que declarar la guerra contra los EE. UU. aumentaría la cantidad de enemigos contra los que Alemania estaba luchando, pero Hitler rechazó esta preocupación por no ser importante y, casi por completo sin consultar, eligió declarar la guerra contra Estados Unidos, queriendo hacerlo antes, pensó, Roosevelt declararía la guerra a Alemania.
 

De hecho, la declaración de guerra de Hitler fue un gran alivio para el primer ministro británico Winston Churchill, que temía la posibilidad de dos guerras paralelas pero desconectadas – el Reino Unido y la Unión Soviética contra Alemania en Europa, y los Estados Unidos y el Imperio Británico contra Japón en Lejano Oriente y el Pacífico -. Con la declaración de la Alemania nazi contra Estados Unidos en efecto, la asistencia estadounidense a Gran Bretaña en ambos teatros de guerra como un aliado total estaba asegurada. También simplificó las cosas para el gobierno estadounidense, como John Kenneth Galbraith recordó: 
Cuando sucedió Pearl Harbor, nosotros [los asesores de Roosevelt] estábamos desesperados... Todos estábamos en agonía. El estado de ánimo del pueblo estadounidense era obvio: estaban decididos a castigar a los japoneses. Podríamos haber sido obligados a concentrar todos nuestros esfuerzos en el Pacífico, incapaces desde entonces de brindar más que ayuda periférica a Gran Bretaña. Fue realmente sorprendente cuando Hitler nos declaró la guerra tres días después. No puedo decirte nuestros sentimientos de triunfo. Fue algo totalmente irracional para él y creo que salvó a Europa.
Las razones de Hitler para declarar la guerra contra los Estados Unidos cuando no estaba obligado a hacerlo eran numerosas. Una fue una respuesta emocional: la táctica japonesa de usar un ataque sorpresa sin hacer una declaración de guerra le atrajo: había hecho lo mismo cuando atacó a la Unión Soviética con la Operación Barbarroja en junio de 1941; de hecho, le dijo al embajador japonés Hiroshi Ōshima "Uno debería atacar, lo más fuerte posible, y no perder el tiempo declarando la guerra".  Además, la perspectiva de una guerra mundial alimentó la tendencia de Hitler hacia el pensamiento grandioso, y reforzó su sentimiento de que era una figura de destino histórico mundial. Como dijo en su discurso de declaración al Reichstag:
 Solo puedo agradecer a la providencia que me confió el liderazgo en esta lucha histórica que, durante los próximos quinientos o mil años, se describirá como decisiva, no solo para la historia de Alemania, sino para toda Europa y de hecho todo el mundo. 
La falta de conocimiento profundo de Hitler sobre los Estados Unidos y su capacidad industrial y demográfica para organizar una guerra en dos frentes también entró en su decisión. Ya a mediados de marzo de 1941 – nueve meses antes del ataque japonés – el presidente Roosevelt era muy consciente de la hostilidad de Hitler hacia los Estados Unidos y potencial destructivo que presentaba. Debido a esta actitud dentro de la Casa Blanca, y a los esfuerzos en rápido progreso de la capacidad industrial de los estadounidenses antes y hasta 1941 para comenzar a proporcionar a sus fuerzas armadas las municiones, aviones de combate y barcos que serían necesarios para derrotar al Eje en su conjunto, Estados Unidos ya estaba en camino hacia la economía de guerra en gran escala que lo convertiría en el "arsenal de la democracia" para sí mismo y sus aliados y ya en 1940 era la principal potencia industrial del planeta, muy por encima de Alemania, la URSS o el Reino Unido; Hitler tampoco parecía considerar que -a diferencia de Reino Unido o la URSS- la posición geográfica impedía a los bombardeos alemanes dislocar la industria armamentística estadounidense, que el territorio de Estados Unidos ya contenía amplias reservas de materia prima esencial para el esfuerzo bélico (petróleo, hierro, carbón), o que gracias a su elevada influencia en América Latina los Estados Unidos obtendrían con poca dificultad las materias primas (caucho, níquel, cobre) que escasearan en su territorio.
Finalmente, el nacionalismo étnico/racial profundamente arraigado de Hitler, lo hicieron ver a los Estados Unidos como una democracia capitalista decadente llena de personas de raza mixta, una población fuertemente "bajo la influencia de judíos y negros", que debido a su democracia no tenía antecedentes de disciplina autoritaria para controlar y dirigir a las masas. De hecho Hitler menospreciaba a los estadounidenses como sujetos interesados solo en el consumismo y "gozar de la vida mientras bailan, beben y disfrutan al ritmo de música degenerada". Un país como ese, en la mente de Hitler, nunca estaría dispuesto a hacer los sacrificios económicos y humanos necesarios para amenazar a la Alemania nacionalsocialista, y así preparar el escenario para una visión peligrosamente inexacta de la misma nación que Hitler había declarado en su publicación inédita. Zweites Buch (Segundo libro, 1928) sería el desafío más serio del Tercer Reich más allá de su pretendida derrota de la Unión Soviética.
El potencial económico, y la composición étnica y racial del población de Estados Unidos [que no era homogénea], tenían implicaciones para la construcción ideológica de Hitler, y de hecho, determinaban cómo el dictador germano veía los problemas actuales y las esperanzas futuras de Alemania. Sus ideas centrales de "espacio vital" y raza eran la clave para la imagen que Hitler tenía de los Estados Unidos. Para Hitler sin embargo, los Estados Unidos era un país con un núcleo racial 'nórdico' blanco, al que atribuyó su éxito económico y nivel de vida, y en el que vio un modelo para su visión del 'espacio vital' alemán en Europa.

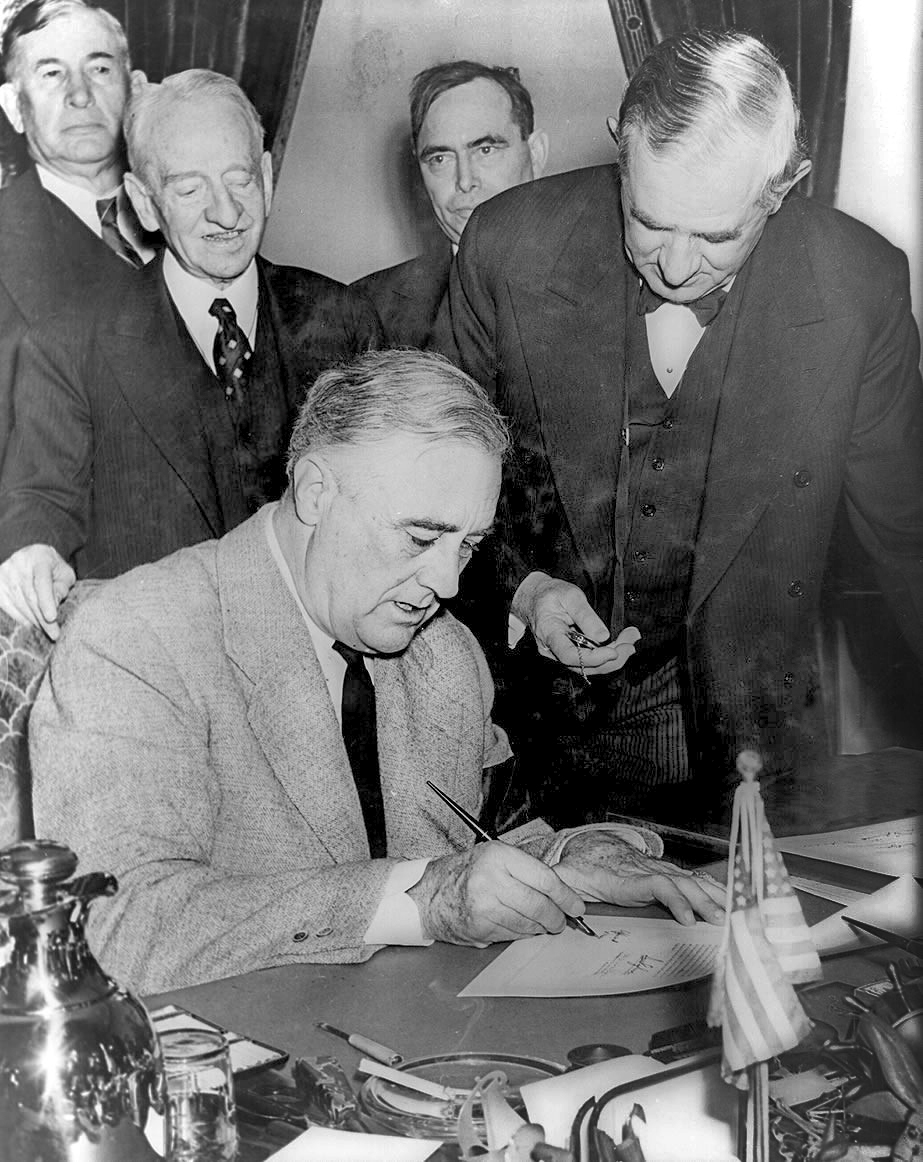
La firma de Franklin Delano Roosevelt de la declaración de guerra contra Alemania, la respuesta de los Estados Unidos a la declaración de Hitler. (se puede apreciar rodeado de judíos felices, a los que Hitler criticaba fuertemente como 'agitadores')

La única ventaja de la declaración de guerra contra los Estados Unidos para Hitler fue como un desvío de propaganda para el público alemán, para distraerlos del estado de la guerra contra la Unión Soviética, en la que Alemania había sufrido graves reveses y un compromiso inesperadamente prolongado desde junio de 1941. Hitler había asegurado al pueblo alemán que la Unión Soviética quedaría fuera de combate mucho antes del comienzo del invierno, pero esto no había sucedido, y tras el fracaso de la ofensiva alemana ante Moscú a inicios de diciembre había pocas buenas noticias. El momento del ataque japonés a Pearl Harbor permitió a Hitler dirigir su discurso planificado al Reichstag de una manera más positiva, exprimiendo el mayor valor de propaganda posible. Hitler, de hecho, pospuso el discurso, y la declaración de guerra, durante varios días, tratando de llegar al momento psicológico adecuado para hacer el anunciamiento.  Aun así, el motivo de la propaganda no fue suficiente para justificar la declaración de guerra a los EE. UU., especialmente considerando que hacerlo crearía una "alianza antinatural" entre dos políticas dispares y antagónicas, los Estados Unidos y la Unión Soviética. Joachim C. Fest, uno de los biógrafos de Hitler, ha argumentado que la decisión de Hitler "realmente ya no era un acto de su propia voluntad, sino un gesto gobernado por una repentina conciencia de su propia impotencia. Ese gesto fue la última iniciativa estratégica de Hitler de importancia".

## Consecuencias inmediatas
Independientemente de las razones de Hitler para la declaración de guerra, la decisión generalmente se ve como un enorme error estratégico de su parte, ya que permitió a los Estados Unidos entrar en la guerra europea otorgando su abierto apoyo militar al Reino Unido sin mucha oposición pública pues el movimiento aislacionista estadounidense se había disuelto rápidamente ante la efervescencia popular de "vengar Pearl Harbor", lo cual aseguraba que los estadounidenses se enfrentaran a Japón en el Pacífico. Hitler, de hecho, comprometía a Alemania a luchar contra los Estados Unidos pero en simultáneo la Wehrmacht continuaba una feroz guerra de exterminio contra la Unión Soviética, sin poder vencerla decisivamente, y sin que Alemania hubiera derrotado primero al Reino Unido. La otra opción alemana era posponer un conflicto con los Estados Unidos durante el mayor tiempo posible, forzando a los estadounidenses a concentrarse en la guerra en el Pacífico contra Japón, y haciendo que sea mucho más difícil para el gobierno de Washington D. C. involucrarse en la lejana guerra europea. Al menos hasta cierto punto, Hitler había tenido en sus manos el poder de controlar el momento de la intervención de los Estados Unidos y, en cambio, al declarar la guerra contra Estados Unidos, liberó a Roosevelt y Churchill para que actuaran como creyeran conveniente.
Desde el punto de vista de Hitler y gran parte de la élite política y militar alemana, declarar la guerra contra los EE. UU. en respuesta al ataque de Pearl Harbor fue un riesgo calculado al luchar contra los EE. UU. antes de que estuvieran preparados para defenderse efectivamente. Para ese entonces, el liderazgo alemán creía que Estados Unidos estaba actuando efectivamente como un beligerante en el conflicto, debido a acciones como la Ley de Préstamo y Arriendo que permitía enviar suministros a Gran Bretaña para mantener su esfuerzo de guerra, además de las declaraciones públicas del presidente Franklin Roosevelt a favor de los británicos, el despliegue de soldados estadounidenses en Islandia y escoltas de convoyes de la Marina de los EE. UU. a través del Atlántico, que a veces entraban en contacto con submarinos alemanes. Estos actos, así como la intervención previa de Estados Unidos en la Primera Guerra Mundial, llevaron a Hitler y otros altos jefes nazis a creer que la guerra contra EE. UU. era inevitable. Como tal, se tomó la decisión de utilizar el ataque como una justificación para una declaración oficial de guerra con el fin de anular a Gran Bretaña ampliando las operaciones de submarinos y atacando directamente el envío comercial de los Estados Unidos. Si bien la declaración de guerra de Hitler contra los Estados Unidos eventualmente condujo a la caída del nazismo, inicialmente pareció exitoso en el objetivo alemán de cortar de manera más efectiva las líneas de suministro de Gran Bretaña, ya que la falta de tácticas, equipos y procedimientos del ejército estadounidense para combatir los submarinos causó que 1942 ser el año más devastador de la guerra por pérdidas de envío; la declaración de guerra hizo posible la "Segunda Hora Feliz" para los submarinos.
 

Según el ayudante naval de Hitler, el almirante von Puttkamer, el ataque japonés a Pearl Harbor en realidad aumentó la seguridad de Hitler de ganar la guerra y mejoró la moral entre los altos dirigentes de las fuerzas armadas. Peter Padfield escribe: 
 La noticia [de Pearl Harbor] fue una sorpresa para Hitler, aunque sabía de su intención de atacar en algún lugar en algún momento y había decidido apoyarlos si atacaban a los Estados Unidos. Ahora, despreciando frívolamente el enorme poder financiero y productivo de Estados Unidos y, según... von Puttkamer, ciego al darse cuenta de que este poder podría proyectarse a través del Atlántico, ganó una confianza renovada en un resultado victorioso de la guerra. Sus generales sufrieron la misma alucinación sin límite: todo el personal de su cuartel general se entregó a "un éxtasis de alegría"; los pocos que vieron más "se volvieron aún más solitarios". Los oficiales navales no vieron más claramente que los generales. 

## Texto de la declaración alemana
El 11 de diciembre de 1941, el Encargado de Negocios estadounidense Leland B. Morris, el diplomático estadounidense de más alto rango en Alemania, fue convocado a la oficina del Ministro de Relaciones Exteriores, Joachim von Ribbentrop, donde Ribbentrop leyó a Morris la declaración formal. El texto era: 
 SEÑOR. ENCARGADO DE ASUNTOS: 

 El Gobierno de los Estados Unidos ha violado de la manera más flagrante y en medida cada vez mayor todas las reglas de neutralidad a favor de los adversarios de Alemania y ha sido continuamente culpable de las provocaciones más severas hacia Alemania desde el estallido de la guerra europea. provocado por la declaración de guerra británica contra Alemania el 3 de septiembre de 1939, finalmente ha recurrido a actos de agresión militar abiertos. 
El 11 de septiembre de 1941, el Presidente de los Estados Unidos declaró públicamente que había ordenado a la Marina y la Fuerza Aérea de los Estados Unidos que dispararan a la vista a cualquier buque de guerra alemán. En su discurso del 27 de octubre de 1941, una vez más afirmó expresamente que esta orden estaba en vigor. Actuando bajo esta orden, los buques de la Armada estadounidense, desde principios de septiembre de 1941, han atacado sistemáticamente a las fuerzas navales alemanas. Así, los destructores estadounidenses, como por ejemplo el Greer, el Kearney y el Reuben James, han abierto fuego contra los submarinos alemanes de acuerdo con el plan. El mismo Secretario de la Armada estadounidense, Sr. Knox, confirmó que los destructores estadounidenses atacaron submarinos alemanes. 
Además, las fuerzas navales de los Estados Unidos, por orden de su Gobierno y en contra del derecho internacional, han tratado y confiscado los buques mercantes alemanes en alta mar como barcos enemigos. 
Por lo tanto, el Gobierno alemán establece los siguientes hechos: 
Aunque Alemania, por su parte, se ha adherido estrictamente a las normas del derecho internacional en sus relaciones con los Estados Unidos durante cada período de la guerra actual, el Gobierno de los Estados Unidos de las violaciones iniciales de neutralidad finalmente ha procedido a abrir actos de guerra contra Alemania . El gobierno de los Estados Unidos ha creado virtualmente un estado de guerra. 
El Gobierno alemán, en consecuencia, interrumpe las relaciones diplomáticas con los Estados Unidos de América y declara que, bajo estas circunstancias provocadas por el presidente Roosevelt, Alemania también, a partir de hoy, se considera en estado de guerra con los Estados Unidos de América. 
Acepte, Sr. Encargado de Negocios, la expresión de mi alta consideración. 
11 de diciembre de 1941. 

 RIBBENTROP. 